# Trichoniscus pseudopusillus
Trichoniscus pseudopusillus là một loài chân đều trong họ Trichoniscidae. Loài này được Arcangeli miêu tả khoa học năm 1929.